# Saint-Georges-d'Annebecq
Saint-Georges-d'Annebecq és un municipi francès situat al departament de l'Orne i a la regió de Normandia. L'any 2007 tenia 158 habitants.

## Demografia

### Població
El 2007 la població de fet de Saint-Georges-d'Annebecq era de 158 persones. Hi havia 65 famílies de les quals 13 eren unipersonals (4 homes vivint sols i 9 dones vivint soles), 26 parelles sense fills, 22 parelles amb fills i 4 famílies monoparentals amb fills.
La població ha evolucionat segons el següent gràfic:
Habitants censats

### Habitatges
El 2007 hi havia 95 habitatges, 68 eren l'habitatge principal de la família, 15 eren segones residències i 12 estaven desocupats. 94 eren cases i 1 era un apartament. Dels 68 habitatges principals, 56 estaven ocupats pels seus propietaris, 11 estaven llogats i ocupats pels llogaters i 1 estava cedit a títol gratuït; 3 tenien dues cambres, 16 en tenien tres, 21 en tenien quatre i 27 en tenien cinc o més. 58 habitatges disposaven pel capbaix d'una plaça de pàrquing. A 30 habitatges hi havia un automòbil i a 34 n'hi havia dos o més.

### Piràmide de població
La piràmide de població per edats i sexe el 2009 era:
| Homes | Edats   | Dones |
| ----- | ------- | ----- |
| 4     | 95 o +  | 0     |
| 0     | 90 a 94 | 0     |
| 8     | 85 a 89 | 0     |
| 0     | 80 a 84 | 4     |
| 0     | 75 a 79 | 8     |
| 12    | 70 a 74 | 8     |
| 4     | 65 a 69 | 8     |
| 0     | 60 a 64 | 0     |
| 0     | 55 a 59 | 0     |
| 4     | 50 a 54 | 0     |
| 4     | 45 a 49 | 8     |
| 4     | 40 a 44 | 8     |
| 12    | 35 a 39 | 4     |
| 4     | 30 a 34 | 4     |
| 8     | 25 a 29 | 8     |
| 4     | 20 a 24 | 0     |
| 4     | 15 a 19 | 8     |
| 12    | 10 a 14 | 0     |
| 8     | 5 a 9   | 8     |
| 4     | 0 a 4   | 0     |

## Economia
El 2007 la població en edat de treballar era de 93 persones, 71 eren actives i 22 eren inactives. De les 71 persones actives 70 estaven ocupades (39 homes i 31 dones) i 1 aturada (1 home). De les 22 persones inactives 7 estaven jubilades, 4 estaven estudiant i 11 estaven classificades com a «altres inactius».

### Ingressos
El 2009 a Saint-Georges-d'Annebecq hi havia 62 unitats fiscals que integraven 156 persones, la mediana anual d'ingressos fiscals per persona era de 15.645,5 €.

### Activitats econòmiques
Dels 3 establiments que hi havia el 2007, 1 era d'una empresa de comerç i reparació d'automòbils, 1 d'una empresa d'hostatgeria i restauració i 1 d'una empresa de serveis.
L'any 2000 a Saint-Georges-d'Annebecq hi havia 21 explotacions agrícoles que ocupaven un total de 910 hectàrees.

## Poblacions més properes
El següent diagrama mostra les poblacions més properes.